# Oedignatha canaca
Oedignatha canaca är en spindelart som beskrevs av Lucien Berland 1938. Oedignatha canaca ingår i släktet Oedignatha och familjen flinkspindlar. Inga underarter finns listade i Catalogue of Life.